# Guglielmo del Bosco
Guglielmo del Bosco, detto Pixalora (... – 1180), è stato un nobile italiano appartenente alla stirpe franca degli Aleramici. Fu il primo marchese di Varazze insieme al zio Aleramo II di Ponzone e anche marchese del Bosco insieme al fratello Manfredo. Fu sostenitore e cognato di Bonifacio I del Monferrato, e il primo ad introdurre l'Ordine cistercense in Italia in quanto co-fondatore insieme ai suoi genitori e fratello dell'Abbazia di Tiglieto.

## Biografia
Figlio secondogenito del marchese Anselmo IV del Bosco e la contessa Adelasia, vene identificato in alcuni documenti col nome di "Vermo" (abbreviazione di "Villelmo") e il soprannome di "Pixalore", "Pixalure", anche "Bixalute", tradotti da diversi autori come "Pixalora" o "Pixaloira", anche se talvolta confuso con l'omonimo nipote, figlio del fratello Manfredo. Alcuni autori lo distinguono dal nipote col nome di "Guglielmo di Varazze". Fu anche fratello di Elena del Bosco, prima moglie di Bonifacio I del Monferrato.
Vene nominato per la prima volta nel 1131 nell'atto di donazione effettuato insieme ai genitori e fratello ("Anselmus Marchio filius b. m. Hugonis Marchionis et Adalasia comitissa filia Ubaldi cum Villelmo et Manfredo ipsorum filiis") a favore dell'Abbazia di Tiglieto, prima fondazione dell'ordine cistercense in Italia (e anche prima fuori del ducato di Borgogna). In questo atto è già individuato come il proprietario dei diritti aleramiche sul marchesato di Varazze, frazione del marchesato del Bosco condivisa col zio Aleramo II di Ponzone. Dopo la morte della cugina Ferraria d'Albisola (unica figlia del zio Guelfo d'Albisola), Guglielmo e Aleramo II diventano anche marchesi di Albisola (a causa della legge salica), formando tra i due un grande stato marittimo compresso dal litorale tirrenico del marchesato del Bosco, gestito da Varazze di modo consortile tra i due e i suoi rispettivi eredi. Gestisci anche la frazione piemontese dello stato del Bosco insieme al fratello Manfredo, e dopo la sua morte appare come capo anche di questo stato durante la minoranza dei nipoti (eredi di Manfredo).
La sua vita fu è stata segnata dalla nascita dei comuni e la progressiva perdita dei diritti a favore dei comuni. La complessa geografia del territorio marchionale tra il Piemonte e il Tirreno permette lo sviluppo di "un ruolo strategico nel rifornimento di legname da costruzione dei cantieri navali della costa ligure", suscitando anche l'interesse del comune di Genova con cui furono costretti a formare alleanze e trattative. Nel 1135 il zio Aleramo II si fa cittadino genovese (“ego Aledramis Marchio, vero civis Ianuae et habitator Ianuae”) e dona i suoi diritti feudali alla "compagna civitatis" genovese ("omnes illas partes quas habeo vel habuero in omnibus aliis castellis dabo comuni Ianue"), invece nel 1152 Guglielmo e il fratello Manfredo si costituiscono cittadini di Gamondio e li donano anche i suoi diritti piemontesi ("Mainfredus et Willelmus Marchiones de Bosco dedere Gamundiensi populo atque carta donationis inde fieri rogavere de omnibus terris..."), poi trasferite al comune di Alessandria, riuscendo a mantenere il controllo solo sulle signorie liguri, e su Bosco, Peceto, Ponzano e Maranzana, nel Piemonte.

## Ascesa del Barbarossa e Pace di Venezia
L'ascesa di Federico Barbarossa al trono imperiale nel 1152 segnò un momento cruciale. Una delle sue prime preoccupazioni fu quella di ristabilire i diritti imperiali che erano stati perduti. Questo portò a numerosi scontri tra l'imperatore e i popoli liberi, ai quali si aggiunse, inoltre, un conflitto con la Chiesa. Federico cercò di convincere i genovesi a unirsi al suo partito e nel 1158 visitò al marchese Guglielmo nel suo castello, dove ricevette gli oratori della Superba. Nel 1160, mentre Federico si ritirava a Pavia per l'inverno, convocò molti feudatari imperiali, tra cui Guglielmo, per difendere il suo soggiorno temporaneo. Tuttavia, la situazione per l'imperatore si deteriorò rapidamente. Dopo la sua sconfitta a Roma nel 1167 e il ritiro dall'Italia, si formò la Lega Lombarda. Nel 1168, nei domini dei Marchesi del Bosco, nacque la città di Alessandria, fondata dalla Lega in onore di papa Alessandro III. Guglielmo non solo non riuscì a impedirne la fondazione, ma vide anche i suoi vassalli schierarsi contro di lui. Nel 1169, Castelletto d'Orba si sottrasse alla sua obbedienza e si unì alla "nuova città".
Nel 1172, Guglielmo seguì al cognato Bonifacio I del Monferrato in difesa del partito imperiale, principalmente per combattere Obizzo Malaspina, che aveva preso le parti del partito guelfo. Guglielmo fu poi incluso nella tregua del 1177 tra il Barbarossa e la Lega Lombarda, e successivamente nella pace di Venezia dell'anno seguente. 

## Ultimi anni e morte
Nel 1179, dopo la morte del fratello Manfredo, appare alla testa dei marchesi del Bosco nella convenzione col comune di Alessandria dove erano inclusi i propri figli e i nipoti, eredi del defunto fratello ("ego Guillelmus marchio de Bosco filius quondam Anselmi - Item marchionis ipsius eiusdem prenominati loci - Una cum filiis meis Anselmo - Arduino et Delfino - Necnon et nostri germani Guilielmus et Otto Marchiones ibidem eiusdem loci filii condam Manfredi").
Lo stesso anno i figli Anselmo e Arduino confermano alcuni diritti feudali nel marchesato di Varazze al console genovese Ido Piço. Era ancora vivo all'inizio del 1180, sebbene in disaccordo con i suoi figli, che nelle loro convenzioni con Alessandria stabilirono che nessun trattato con la repubblica fosse lecito senza il loro consenso. Nel ottobre dello stesso anno appare già deceduto in un'atta effettuata dal figlio Delfino, e così confermato nel novembre dello stesso anno in un atta effettuata dai suoi tre eredi ("Domini machiones de Bosco Anselmus, Dalphinus et Arduinus, fili condam domini Guillelmi Bixalure").
Quello che appare come testimone in un atto di alleanza tra Bonifacio, marchese di Monferrato, e gli abitanti di Acqui nel 1198 corrisponde al nipote omonimo.

## Matrimonio e discendenza
Sposa la contessa Maria, fondratrice dell'Abbazia di Santa Maria di Latronorio, identificata da Georges de Manteyer come figlia di Ghigo IV Delfino d'Albon, e da Goffredo Casalis come parte del ceppo dei marchesi di Ponzone.
- Anselmo, detto Azzone. Erroneamente identificato d'alcuni autori come Anselmo Guercio, detto Bisaccia. Morì senza prole (*? †1198);
- Delfino (*? †1223). Sposa Giovanna di Ussecio[b 1] (*? †?) figlia di Enrico di Ussecio, con prole;
- Arduino, detto Ardizzino (*? †1185). Crociato, morì senza prole ad Acri;
- Sibila (*? †?). Sposa Enrico Malocello, console della Repubblica di Genova[b 2] (*? †?), con prole.

Alcuni autori identificano anche un Azzo (in realtà lo stesso Anselmo, detto Azzone), en anche un Ugo (secondo una traduzione erronea di Nicolò Russo). 

## Ascendenza
|                     |      |                        | Genitori               |  |  | Nonni |  |  | Bisnonni             |  |  | Trisnonni           |  |
|                     |      |                        |                        |  |  |       |  |  | Anselmo II di Savona |  |  | Anselmo I di Savona |  |
|                     |      |                        |                        |  |  |       |  |  | Anselmo II di Savona |  |  | Anselmo I di Savona |  |
|                     |      | Gisla di Milano        |                        |  |  |       |  |  | Anselmo II di Savona |  |  |                     |  |
| Ugo del Bosco       |      |                        |                        |  |  |       |  |  | Anselmo II di Savona |  |  |                     |  |
|                     |      | Adelasia di Milano     | Alberto Azzo I         |  |  |       |  |  |                      |  |  |                     |  |
|                     |      | Adelasia di Milano     | Alberto Azzo I         |  |  |       |  |  |                      |  |  |                     |  |
|                     |      | Adelasia di Milano     | Adelaide di Sabbioneta |  |  |       |  |  |                      |  |  |                     |  |
| Anselmo I del Bosco |      | Adelasia di Milano     |                        |  |  |       |  |  |                      |  |  |                     |  |
|                     |      | Alberto Azzo II d'Este | Alberto Azzo I         |  |  |       |  |  |                      |  |  |                     |  |
|                     |      | Alberto Azzo II d'Este | Alberto Azzo I         |  |  |       |  |  |                      |  |  |                     |  |
|                     |      | Alberto Azzo II d'Este | Adelaide di Sabbioneta |  |  |       |  |  |                      |  |  |                     |  |
| Agnese d'Este       |      | Alberto Azzo II d'Este |                        |  |  |       |  |  |                      |  |  |                     |  |
|                     |      | N.N.                   | N.N.                   |  |  |       |  |  |                      |  |  |                     |  |
|                     |      | N.N.                   | N.N.                   |  |  |       |  |  |                      |  |  |                     |  |
|                     |      | N.N.                   | N.N.                   |  |  |       |  |  |                      |  |  |                     |  |
| Guglielmo           |      | N.N.                   |                        |  |  |       |  |  |                      |  |  |                     |  |
|                     | N.N. | N.N.                   |                        |  |  |       |  |  |                      |  |  |                     |  |
|                     | N.N. | N.N.                   |                        |  |  |       |  |  |                      |  |  |                     |  |
|                     | N.N. | N.N.                   |                        |  |  |       |  |  |                      |  |  |                     |  |
| Ubaldo              | N.N. |                        |                        |  |  |       |  |  |                      |  |  |                     |  |
|                     |      | N.N.                   | N.N.                   |  |  |       |  |  |                      |  |  |                     |  |
|                     |      | N.N.                   | N.N.                   |  |  |       |  |  |                      |  |  |                     |  |
|                     |      | N.N.                   | N.N.                   |  |  |       |  |  |                      |  |  |                     |  |
| Adelasia            |      | N.N.                   |                        |  |  |       |  |  |                      |  |  |                     |  |
|                     |      | N.N.                   | N.N.                   |  |  |       |  |  |                      |  |  |                     |  |
|                     |      | N.N.                   | N.N.                   |  |  |       |  |  |                      |  |  |                     |  |
|                     |      | N.N.                   | N.N.                   |  |  |       |  |  |                      |  |  |                     |  |
| N.N.                |      | N.N.                   |                        |  |  |       |  |  |                      |  |  |                     |  |
|                     |      | N.N.                   | N.N.                   |  |  |       |  |  |                      |  |  |                     |  |
|                     |      | N.N.                   | N.N.                   |  |  |       |  |  |                      |  |  |                     |  |
|                     |      | N.N.                   | N.N.                   |  |  |       |  |  |                      |  |  |                     |  |
|                     |      | N.N.                   |                        |  |  |       |  |  |                      |  |  |                     |  |

### Esplicative
1. ↑  «Anselmus Marchio filius b. m. Hugonis Marchionis et Adalasia comitissa filia Ubaldi cum Villelmo et Manfredo ipsorum filiis» (cfr. Monumenta Aquensia, col. 47, 48; tiglieto.it; La Stampa).
2. ↑   MONFERRATO, SALUZZO, SAVONA, su fmg.ac. URL consultato il 24 settembre 2024.
3. 1 2   Pier Luigi Bruzzone, Storia del comune di Bosco: 1, Tip. F. Franchini, 1861. URL consultato il 24 settembre 2024.
4. ↑   Paola Piana Toniolo, Atti del convegno Terre e castelli dell'alto Monferrato tra Medioevo ed età moderna, Tagliolo Monferrato, 31 agosto 1996, Accademia Urbense, 1997. URL consultato il 24 settembre 2024.
5. 1 2  (LA) Francesco Gasparolo, Codex qui Liber crucis nuncupatur, e Tabulario Alexandrino, Ex typographia Vaticana, 1889. URL consultato il 24 settembre 2024.
6. ↑  (LA) Pubblicazioni degli archivi di Stato, 1978. URL consultato il 24 settembre 2024.
7. ↑   Giuseppe Aldo Di Ricaldone, Annali del Monferrato (951-1708)., La cartostampa, 1972. URL consultato il 24 settembre 2024.
8. ↑   Agnese del monferrato - Enciclopedia, su Treccani. URL consultato il 24 settembre 2024.
9. 1 2   F. Guasco di Bisio, F. Gabotto e A. Pesce. "Carte inedite e sparse del monastero di Tiglieto 1127-1341". Societa Storica Subalpina. 1912-1923., su catalogue.beic.it.
10. ↑   Badia: la storia approfondita, su www.tiglieto.it. URL consultato il 24 settembre 2024.
11. ↑   Francesco Zambrini e Giosuè Carducci, Il Propugnatore, G. Romagnoli, 1892. URL consultato il 24 settembre 2024.
12. 1 2   Russo, Nicolò. “Sulle origini e la costituzione della Podesteria di Varazze, di Celle e delle Albisole”. Savona. 1908. Erga Edizioni..
13. ↑   Basso, Enrico. "Gli studi di Romeo Pavoni su Acqui e il Monferrato". Associazione Culturale Antonella Salvatico. Alba. 2020. (PDF), su files.spazioweb.it.
14. ↑   Puncuh, Dino. “I Libri Iurum della Repubblica di Genova". Vol. 1/3. Pg. 123 (img. 68). Ministero per i Beni Culturali. Roma. 1998. (PDF), su dgagaeta.cultura.gov.it.
15. ↑  Nei primi vent'anni della sua storia la città presenta nelle fonti quattro diverse denominazioni: Alessandria, Cesarea, Palea, Rovereto, oltre alla designazione generica, abbastanza frequente, di civitas nova o nova civitas, ed alla più rara designazione di urbs nova, (cfr. Geo Pistarino, p. 15). Il Ghilini vuole erroneamente che la nascita della città sia avvenuta il 22 aprile 1168, e cioè lo stesso giorno della fondazione di Roma: « [...] пеl qual giorno Romolo diede principio alla fabrica della Città di Roma [...]» (cfr. Girolamo Ghilini, p. 2-1168/1). Il Ghilini commette più di un errore: la fondazione di Roma è ufficialmente fissata il 21 aprile, e - in realtà - il nome Cesarea venne imposto dall'imperatore nella Reconciliatio Cæsareæ del 1183 (cfr. Monumenta Germaniæ Historica, pp. 181-182), che ben presto venne abbandonato dagli stessi abitanti come un elemento estraneo alla loro coscienza ed individualità collettiva, (cfr. Geo Pistarino, p. 15). Alessandria si fondò in un primo momento dall'unione demica di Gamondium (Gamondio), Marenghum (Marengo) e Bergolium. Questo si evince nel testo dei reclami contro Cremona del 1184 dell'imperatore Federico ove indica i promotori e autori della fondazione della nuova città: «de tribus locis, Gamunde vicelicet et Meringin et Burgul». Non è descritto il nome del luogo dell'incontro, anche se pare già indicato con una certa precisione nella specificazione del sito sul Tanaro dove il trasferimento fu più breve: Bergoglio (cfr. Geo Pistarino, p. 14). Ai tre luoghi citati si aggiunsero in seguito Roboretum (Rovereto), Solerium (Solero), Forum (Villa del Foro), Vuilije (Oviglio) e Quargnentum (Quargnento). In questo le popolazioni furono supportate, economicamente, dalla "Repubblica di Genova" e dai comuni della Lega Lombarda in contrasto con il marchesato del Monferrato, principale alleato di Federico Barbarossa. Fra Giacomo di Acqui afferma: « [...] Causa autem quare Alexandria fuit facta est ista, quia Marchiones Montisferrati gravabant illa loca, quae se simul posuerunt, quae sunt Rovetum, Marenchum, Gamondium et Bergolium» (cfr. Monumenta Aquensia, p. 144).
16. ↑  (LA) Francesco Gasparolo, Cartario alessandrino fino al 1300, Casale Monf., 1930. URL consultato il 24 settembre 2024.
17. ↑   Le strutture del territorio fra Piemonte e Liguria: dal X al XVIII secolo : atti del convegno organizzato a Carcare il 15 luglio 1990 in associazione con la Società savonese di storia patria, Società per gli studi storici archeologici ed artistici della provincia di Cuneo, 1992. URL consultato il 24 settembre 2024.
18. ↑   Pavoni, Romeo. "Savona alle Origini del Comune". Società Savonese di Storia Patria. Nuova Serie. Vol. XXX. Savona. 1994. (PDF), su storiapatriasavona.it.
19. ↑  (LA) Francesco Gasparolo, Codex qui Liber crucis nuncupatur, e Tabulario Alexandrino, Ex typographia Vaticana, 1889. URL consultato il 24 settembre 2024.
20. ↑   Paola Piana Toniolo, Atti del convegno Terre e castelli dell'alto Monferrato tra Medioevo ed età moderna, Tagliolo Monferrato, 31 agosto 1996, Accademia Urbense, 1997. URL consultato il 24 settembre 2024.
21. ↑   Società ligure di storia patria, Atti della Società ligure di storia patria, Per Tommaso Ferrando, 1896. URL consultato il 24 settembre 2024.
22. ↑   Coccoluto, Giovanni; Ricchebono, Marco. "Note sui Loca Sanctorum in Liguria: due dedicazioni a S. Donato". Società Savonese di Storia Patria. Savona. 1974. (PDF), su storiapatriasavona.it.
23. ↑  (FR) Société d'études des Hautes-Alpes, Bulletin de la Société d'études historiques, scientifiques, artistiques, et littéraires des Haute-Alpes, 1925. URL consultato il 24 settembre 2024.
24. ↑   Casalis, Goffredo. “Dizionario Storico-Statistico-Commerciale degli Stati di S.M. il Re di Sardegna”. Vol. XX. Turín. 1850. Pg. 955 (img 963). (PDF), su antenati.cultura.gov.it.

### Bibliografiche
1. ↑  Puncuh, Rovere, p. 109.
2. ↑  Cornelio Desimoni.
3. ↑  Hall, Krueger, Reynolds.

### Codici
- Giovanni Battista Moriondo, Monumenta Aquensia, Torino, Tipografia Regia, 1790. URL consultato il 2 gennaio 2022.
- (LA) Georg Heinrich Pertz (a cura di), Reconciliatio Cæsareæ, in Monumenta Germaniæ Historica, II, Hannover, 1837.
- Cornelio Desimoni, Due documenti di un marchese Arduino, crociato nel 1184-1185, in Giornale linguistico di archeologia, storia e letteratura, anno V, Genova, Tipografia del Regio Istituto Sordomuti, 1878.
- Margaret Hall, Hilmar Krueger e Robert Reynolds (a cura di), Notai Liguri del sec. XII (PDF), volume II, parte I, Genova, Regia Deputazione di Storia Patria per la Liguria, 1938.

### Storica, Annalistica e Trattatistica
- Girolamo Ghilini, Annali di Alessandria, Milano, Gioseffo Marelli, 1666.

### Genealogia, araldica
- Pompeo Litta Biumi, Marchesi di Monferrato, in Famiglie celebri di Italia, fascicolo 63, dispensa 117, Milano, Giulio Ferrario, 1847.

### Ricerche, studi, pubblicazioni
- Dino Puncuh e Antonella Rovere (a cura di), I Registri della Catena del Comune di Savona (PDF), in Atti della Società Ligure di Storia Patria, volume XXI, Registro I, Genova, Società Ligure di Storia Patria, 1986.
- (IT, LA) Ausilia Roccatagliata (a cura di), Gli Statuti di Varazze (PDF), in Fonti per la Storia della Liguria, volume XVI, Genova, Società Ligure di Storia Patria, 2001.
- Romeo Pavoni, Accademia Urbense Ovada, Genova e i marchesi di Monferrato in val d'Orba nell'età di Federico I (PDF), Tagliolo e dintorni nei secoli. Uomini e istituzioni in una terra di confine, Paola Piana Toniolo (a cura di), Acqui Terme, Impressioni Grafiche, 2006,  pp. 21-43.

### Quotidiani, riviste, periodici
- Geo Pistarino, La doppia fondazione di Alessandria (1168, 1183) (PDF), in Rivista di Storia Arte Archeologia per le provincie di Alessandria e Asti, volume unico, Alessandria, Società di Storia Arte Archeologia - Accademia degli Immobili, 1997,  pp. 5-36. URL consultato l'11 giugno 2016.
- Romeo Pavoni, I marchesi del Bosco nell’età di Federico I (PDF), in Bollettino del Marchesato. Organo di informazione del Circolo Culturale "I Marchesi del Monferrato", anno VIII, n. 44, Casale Monferrato, Circolo Culturale "I Marchesi del Monferrato", marzo 2012.
- Rinasce la Badia Cistercense di Tiglieto, in La Stampa, Torino, GEDI Gruppo Editoriale, 13 ottobre 2016.

### Risosrse in rete
- Badia: la storia approfondita, su tiglieto.it.